# 大阪日産自動車
大阪日産自動車株式会社（おおさかにっさんじどうしゃ）とは、かつて存在した大阪府大阪市に本社を置く日産自動車のブルーステージ店である。
2010年8月1日に日産プリンス大阪販売（レッドステージ店）に合併し、社名も「日産大阪販売」と改めた。

## 沿革
- 1941年10月1日 - 大阪府自動車配給株式会社創業。

本社      ：大阪市此花区下福島1-4
福島工場  ：大阪市此花区下福島1-4
北大阪工場：大阪市西淀川区浦江上3-29
辰己橋工場：大阪市港区九条南通3-615
難波工場  ：大阪市浪速区西関谷町2-16
堺営業所  ：堺市錦綾町2-101
堺工場    ：堺市錦綾町2-101
高石工場  ：大阪府泉北郡高石南町1254
(住所は全て当時)
設立登記完了は昭和17年9月21日、資本金155万円（日産70万円、トヨタ70万円、用品組合15万円）。大阪市東区（当時）のガスビルにおいて創業式を昭和17年9月30日に行う。創立記念日は10月1日。
- 1942年11月 - 大阪府自動車整備配給会社株式会社に商号変更。
- 1945年6月1日 - 昼間空襲に遭い、本社屋や工場が炎上。常務など3名が死亡。軍および大阪府の命により、大阪府三島郡見山村（現・茨木市忍頂寺）に疎開準備をするが完成間近に終戦となる。
- 1945年12月 - 大阪自動車販売株式会社に商号変更。
- 1949年2月 - 商号を大阪日産自動車株式会社に変更、日産自動車販売株式会社京城支店長を務めていた小林誠が代表取締役社長に就任。
- 1989年12月 - 臨時株主総会にて日産チェリー大阪販売株式会社の営業を全部譲受を承認。
- 2007年4月2日 - 大阪日産モーター株式会社の新車・整備部門を分割譲受し、名神茨木店（旧茨木店）、吹田店、生野店、歌島橋店、玉出店、泉北店、狭山店、岸和田店を合併。他の店舗は日産プリンス大阪販売へ。
- 2009年11月10日 - 投資ファンド会社「日本みらいキャピタル」と日産ネットワークホールディングスの出資で持株会社「大阪カーライフグループ株式会社」を設立。大阪日産自動車と日産プリンス大阪販売が当該会社の子会社となる。
- 2010年8月1日 - 日産プリンス大阪販売株式会社に合併し解散。

## 組織
- 大阪府下を、第1営業部（北摂）・第2営業部（大阪市内及び東部）・第3営業部（大和川以南）に分け、別に中古車営業部を置き運営する。中古車営業部に中古車業販を置き、下取車の処理を行っている。
- 業務管理は南堀江の本社内に、営業推進部・総務部があるが、一部の業務を外部委託している。

## 本社及び事業所
- 本社

大阪市西区南堀江3丁目14番22号
- 堀江店（本社と同所）

大阪市西区南堀江3丁目14番22号
- 都島店

大阪市都島区都島本通4丁目23番12号
- 天王寺店

大阪市天王寺区下寺町2丁目4番32号
- 歌島橋店

大阪市西淀川区姫里3-12-44
- 東淀川店

大阪市東淀川区豊新1丁目5番28号
- 生野店

大阪市生野区巽中4-16-11
- 東住吉店

大阪市東住吉区今川5丁目6番23号
- 玉出店

大阪市西成区南津守7丁目4番27号
- 鶴見店

大阪市鶴見区諸口1丁目1番5号
- 堺店

堺市堺区海山町2-143
- カーパレス堺（日産プリンス大阪販売（株）と大阪スバル（株）との合同展示場）

堺市中区八田北町237
- 鳳店

堺市中区毛穴町122-1
- 泉北店

堺市南区三原台4丁40番3号
- 岸和田店

岸和田市小松里町2409
- 豊中店

豊中市山ノ上町1番28号
- 吹田店

吹田市泉町3-19-7
- 千里店

吹田市津雲台7丁目1番D104-101号
- 泉大津店

泉大津市穴田77番地1号
- 高槻店

高槻市大畑町20番4号
- 日産ユーカーネット高槻上牧店（上牧店跡地）

高槻市梶原中村町2番3号
- 佐野貝塚店

貝塚市王子907番地の1
- 守口店

守口市大日町2丁目1番17号
- 枚方店

枚方市池之宮4丁目8番10号
- 八尾店

八尾市永畑町3丁目2番14号
- 富田林店

富田林市中野町1丁目206番地の5
- 寝屋川店

寝屋川市池田新町1-5
- 河内長野店

河内長野市西之山町4番33号
- 松原店

松原市三宅西3丁目270番地の1
- 大東店

大東市深野南町2番23号
- 光明池店

和泉市伏屋町1丁目6番36号
- 箕面店

箕面市牧落5丁目3番6号
- 摂津店（日産ユーカーネット摂津店併設）

摂津市東別府1丁目1番7号
- 日産ユーカーネット摂津（摂津店併設）

摂津市東別府1-1-7
- 藤井寺店

藤井寺市林2丁目9番6号
- 東大阪店

東大阪市稲葉1丁目6番23号
- 布施店

東大阪市菱屋西6丁目4番23号
- 狭山店

大阪狭山市茱萸木7-2094
- 泉南店

阪南市下出397番地の1

## 関連会社
- 大阪安全陸送株式会社（陸送・社内メール便運用）
- 株式会社リファインサービス南大阪（板金修理）
- 株式会社大阪日産オートオークション（オークション運営）
- ノックス株式会社（コンピュータ保守・管理）
- 大阪日産商事株式会社（保険代理店・営繕委託）

## 大阪府内の他日産車販売店
- 日産プリンス大阪販売　2010年8月1日に当社を合併し「日産大阪販売」となった。